# Jack Niflot
Isidor Gadar Niflot, detto Jack (Russia, 16 aprile 1881 – Long Eddy, 29 maggio 1950), è stato un lottatore statunitense.
Partecipò alle gare di lotta dei pesi gallo ai Giochi olimpici di Saint Louis 1904, dove riuscì a vincere la medaglia d'oro.

## Palmarès
In carriera ha conseguito i seguenti risultati:
- Giochi olimpici

St. Louis 1904: una medaglia d'oro nella lotta libera categoria pesi gallo.